# Michel Babatunde
Michel Babatunde (Lagos, Nigeria, 24 de diciembre de 1992) es un futbolista nigeriano. Juega como centrocampista en el F. K. Mash'al Mubarek de la Primera Liga de Uzbekistán.

## Selección nacional
Ha sido internacional con la selección de fútbol de Nigeria en 11 ocasiones.

### Participaciones en Copas del Mundo
| Mundial                        | Sede   | Resultado        | Partidos | Goles |
| ------------------------------ | ------ | ---------------- | -------- | ----- |
| Copa Mundial de Fútbol de 2014 | Brasil | Octavos de final | 2        | 0     |

### Participaciones en Copas Confederaciones
| Copa                           | Sede   | Resultado      | Partidos | Goles |
| ------------------------------ | ------ | -------------- | -------- | ----- |
| Copa FIFA Confederaciones 2013 | Brasil | Fase de grupos | 1        | 0     |

### Participaciones en Copas Africanas
| Copa                               | Sede      | Resultado      |
| ---------------------------------- | --------- | -------------- |
| Campeonato Africano Sub-23 de 2011 | Marruecos | Fase de grupos |

## Clubes
| Club                  | País       | Año       |
| --------------------- | ---------- | --------- |
| Heartland             | Nigeria    | 2010      |
| Kryvbas               | Ucrania    | 2011-2013 |
| Volyn Lutsk           | Ucrania    | 2013-2015 |
| Dnipro Dnipropetrovsk | Ucrania    | 2015      |
| Raja Casablanca       | Marruecos  | 2016      |
| Qatar S. C.           | Catar      | 2016-2018 |
| Wydad Casablanca      | Marruecos  | 2018-2021 |
| K. F. Laçi            | Albania    | 2022-2023 |
| F. K. Mash'al Mubarek | Uzbekistán | 2024-     |

## Palmarés

### Campeonatos nacionales
| Título           | Club             | País      | Año  |
| ---------------- | ---------------- | --------- | ---- |
| Segunda División | Qatar S. C.      | Catar     | 2017 |
| Botola           | Wydad Casablanca | Marruecos | 2019 |